# Jugoslavija na Zimskih olimpijskih igrah 1988
Socialistično federativno republiko Jugoslavijo je na Zimskih olimpijskih igrah 1988 v Calgaryju zastopalo dvaindvajset športnikov v sedmih športih. Osvojili so dve srebrni in eno bronasto medaljo. To je bil zadnji nastop Jugoslavije na Zimskih olimpijskih igrah.

## Medalje
| Medalja | Tekmovalec                                           | Šport           | Disciplina                        |
| ------- | ---------------------------------------------------- | --------------- | --------------------------------- |
| 2       | Mateja Svet                                          | Alpsko smučanje | Ženski slalom                     |
| 2       | Matjaž Debelak Miran Tepeš Primož Ulaga Matjaž Zupan | Smučarski skoki | Moški ekipno velika skakalnica    |
| 3       | Matjaž Debelak                                       | Smučarski skoki | Moški posamično velika skakalnica |